# Wagram Music
La Wagram Music è una etichetta discografica indipendente francese con sede a Parigi fondata nel 1999.

## Artisti
- Caravan Palace
- Corneille
- Jessy Matador
- La Caution